# Розвідники (фільм)
«Розвідники» (рос. «Разведчики») — український радянський художній фільм 1968 року режисерів Олексія Швачка та Ігоря Самборського.

## Сюжет
Німецько-радянська війна. 1945 рік. Перед групою радянських розвідників командування поставило завдання будь-якою ціною знайти карту, на якій відмічена замінована територія Дунаю.

## У ролях
- Іван Миколайчук — Віктор Курганов (Борода)
- Леонід Биков — Сашко Макаренко
- Костянтин Степанков — Міколаш Габор, лоцман
- Андрій Сова — Черняк (Боцман)
- Олексій Смірнов — Василь Сігаєв
- Гія Кобахідзе — Коберидзе
- Людмила Марченко — Марі, працівниця архівного бюро
- Віталій Дорошенко — Кашкін
- Валентин Черняк — лейтенант Гончаров
- Анатолій Юрченко — розвідник Микола
- Віктор Шахов — розвідник
- Юрій Цупко — розвідник
- Володимир Емельянов — Генерал-майор
- Дмитро Франько — полковник Євсюков
- Олександр Ануров — Клим Петрович
- Валерій Панарін — Сєлєзньов
- Лаврентій Масоха — Карл, службовець пароплавства
- Альфред Ребане — гравець в карти з Карлом
- Валентин Дуклер — знайоми Карла
- Лев Перфилов — розжалуваний німецький офіцер
- Рудольф Дамбран — німецький полковник
- Олександр Афанасьєв — німецький полковник
- Вітольд Янпавлис — помічник німецького полковника
- Борислав Брондуков — конвоїр
- Світлана Кондратова — епізод
- Анатолій Кучеренко — епізод
- Володимир Волков — капітан

## Цікаві факти
- Свого часу фільм був лідером прокату (1969 рік, 1557 копій, 10-е місце) — 35 млн глядачів.
- Фільм засновано на справжніх подіях. Командир розвід загону Дунайської флотилії Віктор Калганов на прізвисько «Борода» виступив консультантом творців стрічки.
- Фільмування відбувалося у Калінінграді та Ризі. Дунаєм стала річка Преголя.